# Polizeiruf 110: In Erinnerung an …
"In Erinnerung an …" ist ein deutscher Kriminalfilm von Hans-Werner Honert aus dem Jahr 1993. Der Fernsehfilm erschien als 156. Folge der Filmreihe Polizeiruf 110.

## Handlung
Die junge Beate findet beim Joggen unweit eines Parks eine unter Schock stehende Frau. Es handelt sich um das zweite Vergewaltigungsopfer innerhalb von 14 Tagen. Kriminaloberkommissar Joachim Raabe und Kriminalkommissar Fred Waschinsky nehmen die Ermittlungen auf. Sie können zwar Reifenspuren sicherstellen, doch weisen schon die Messerspuren am Hals des Opfers keine Besonderheiten auf, die eine Suche möglich machen würden. Das erste Opfer liegt noch im Koma, während das zweite später aussagen wird, sich an die Tat nicht erinnern zu können. Beate erfährt von ihrer Mutter, dass ihr „Freund“ aus Kindertagen, Andi Garz, aus Leipzig in ihre Kleinstadt zurückgekehrt ist. Sie reagiert unruhig, durchsucht alte Fotoalben nach einem Bild von Andi und liest ihr Tagebuch, das sie zu Kinderzeiten führte. Damals beschrieb sie, wie unheimlich ihr Andi vorkam und wie er sie schließlich missbrauchte und vergewaltigte. Damals war sie neun Jahre alt, nun kann sie das Geschehene einordnen und erkennt auch, warum sie an Essstörungen litt und nie eine Beziehung zu einem Jungen aufbauen konnte. Neben beklemmenden Erinnerungen an die Momente, in denen sie sich vor Andi in das Badezimmer flüchtete und er drohend vor der Tür wartete, erkennt sie nun auch, dass ihre Eltern von den Übergriffen wussten, aber nichts taten. Einmal trat ihr Vater ins Zimmer, als Andi sie gerade vergewaltigen wollte, und schloss einfach kommentarlos die Tür.
Beate konfrontiert ihre Eltern mit ihrem Wissen und lässt sich von ihrem Vater die Adresse Andis geben. Sie beobachtet in den nächsten Tagen jeden seiner Schritte, zumal sie von Raabe erfahren hat, dass der Täter vermutlich ein schwarzes Auto fährt und auch Andis Wagen schwarz ist. Immer wieder läuft sie Raabe über den Weg, der in der Kleinstadt den Vergewaltiger sucht. Nach einigen Tagen zieht Beate zu ihrer Freundin Sandra Jensen. Diese wird das nächste Opfer des Vergewaltigers. Auch sie schweigt über die Tat. Beate steigt in Andis Wohnung ein, wo sie zahlreiche Pornofilme vorfindet. Sie wendet sich an Raabe und behauptet, Andi sei der gesuchte Vergewaltiger. Der durchsucht die Wohnung und befragt Andi auf dem Revier, doch hat er für die letzte Tatnacht ein Alibi. Auch die Reifenspuren passen nicht zu denen, die an den Tatorten gefunden wurden. Raabe macht Beate klar, dass nur Sandras Aussage eine erneute Vergewaltigung verhindern kann. Beate begibt sich zu Sandra ins Krankenhaus. Sie berichtet ihr, wie sie damals vergewaltigt wurde. Sandra gibt nun den Hinweis, dass der Wagen des Vergewaltigers oft auf dem Supermarkt-Parkplatz der Stadt stehe; in einer Scheibe hänge ein Garfield-Kuscheltier. Als Beate aufbricht, informiert Sandra die Polizei. Beate findet den Wagen und will im Supermarkt telefonieren. An der Reaktion des Supermarktleiters, bei dem sie sich nach dem Inhaber des Wagens erkundigt, erkennt sie, dass er der Täter sein muss. Der Supermarktleiter verfolgt sie in das Supermarktlager, wohin sie sich geflüchtet hat. Hier bedroht er sie mit einem Messer, das sie ihm entreißen kann. Sie folgt ihm zur Laderampe und sticht auf ihn ein. Die Polizei ist unterdessen eingetroffen. Der verdächtige Supermarktleiter wird festgenommen und ins Krankenhaus gebracht, während Beate in Raabes Polizeiwagen Platz nimmt.

## Produktion

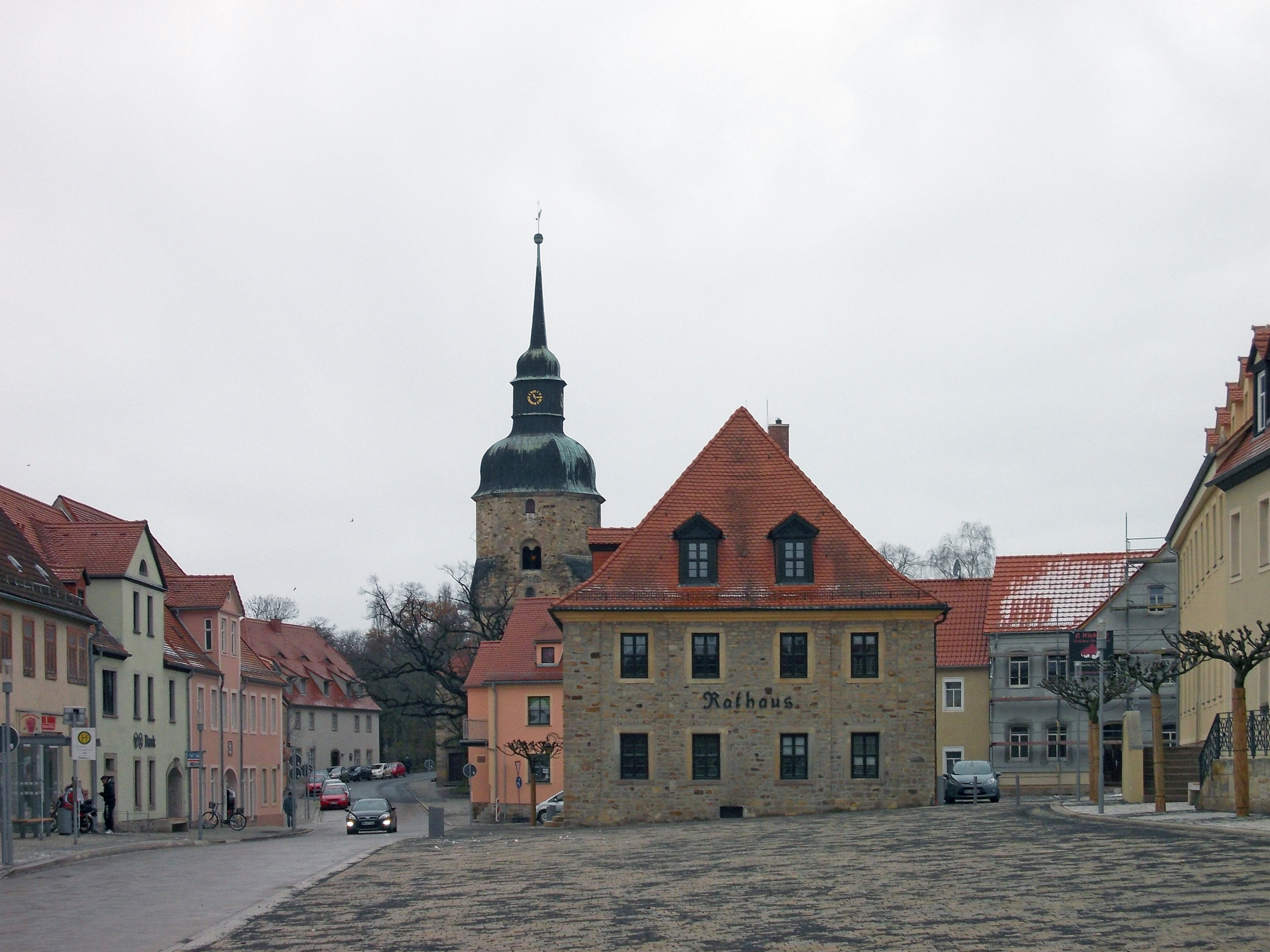
Bad Lauchstädt, ein Drehort des Films

In Erinnerung an … wurde im Kreis Merseburg gedreht, vor allem in Bad Lauchstädt. So führt Beates Jogging-Tour sie unter anderem am Rathaus von Bad Lauchstädt vorbei; das Vergewaltigungsopfer findet sie in den Kolonnaden der historischen Kuranlagen der Stadt. Die Kostüme des Films schuf Rita Gawrikow, die Filmbauten stammen von Lothar-Hermann Schneider. Der Film erlebte am 3. Oktober 1993 in der ARD seine Fernsehpremiere. Die Zuschauerbeteiligung lag bei 17 Prozent.
Es war die 156. Folge der Filmreihe Polizeiruf 110. Kriminaloberkommissar Joachim Raabe ermittelte in seinem zweiten Fall; es war zudem der einzige der drei Raabe-Fälle, in dem er nicht mit Jürgen Hübner im Team arbeitete.
Erstmals wurde hier ein neuer Vorspann mit der Musik von Peter Gotthardt verwendet, der (mit Ausnahme des nächsten Films Polizeiruf 110: Blue Dream – Tod im Regen) bis 1998 zu sehen war.

## Kritik
Für die TV Spielfilm war In Erinnerung an … eine „feinfühlige Umsetzung eines heiklen Themas“. Die Stuttgarter Zeitung stellte fest, dass der Polizeiruf „nicht das übliche Klischee von der Jagd auf den Täter, der schließlich gestellt wird“, bot, sondern die „traumatisch geschädigte Psyche des Mädchens Beate“ in den Mittelpunkt stellte. Dramaturgisch ungünstig sei, dass der wirkliche Täter im Film vor seiner Entdeckung kaum in Erscheinung tritt. Dennoch habe „der ständige Wechsel zwischen Gegenwartsebene und eingeblendeten Erinnerungspartikeln […] keine Langeweile aufkommen“ lassen.